# ماجي ويلر
ماجي ويلر (بالإنجليزية: Maggie Wheeler)‏ (و. 1961  م) هي ممثلة، وممثلة تلفزيونية، وممثلة أفلام، وممثلة صوت أمريكية، ولدت في مانهاتن، اشتهرت بدور جانيس في مسلسل أصدقاء الكوميديا التليفزيوني، وأنيتا في مسلسل إلين.

## وصلات خارجية
- ماجي ويلر على موقع IMDb (الإنجليزية)
- ماجي ويلر على موقع ألو سيني (الفرنسية)
- ماجي ويلر على موقع أول موفي (الإنجليزية)
- ماجي ويلر على موقع قاعدة بيانات الأفلام السويدية (السويدية)
- ماجي ويلر على موقع إن إن دي بي (الإنجليزية)
- ماجي ويلر على موقع قاعدة بيانات الفيلم (الإنجليزية)
- ماجي ويلر على موقع كينوبويسك (الروسية)